# 皮夹克

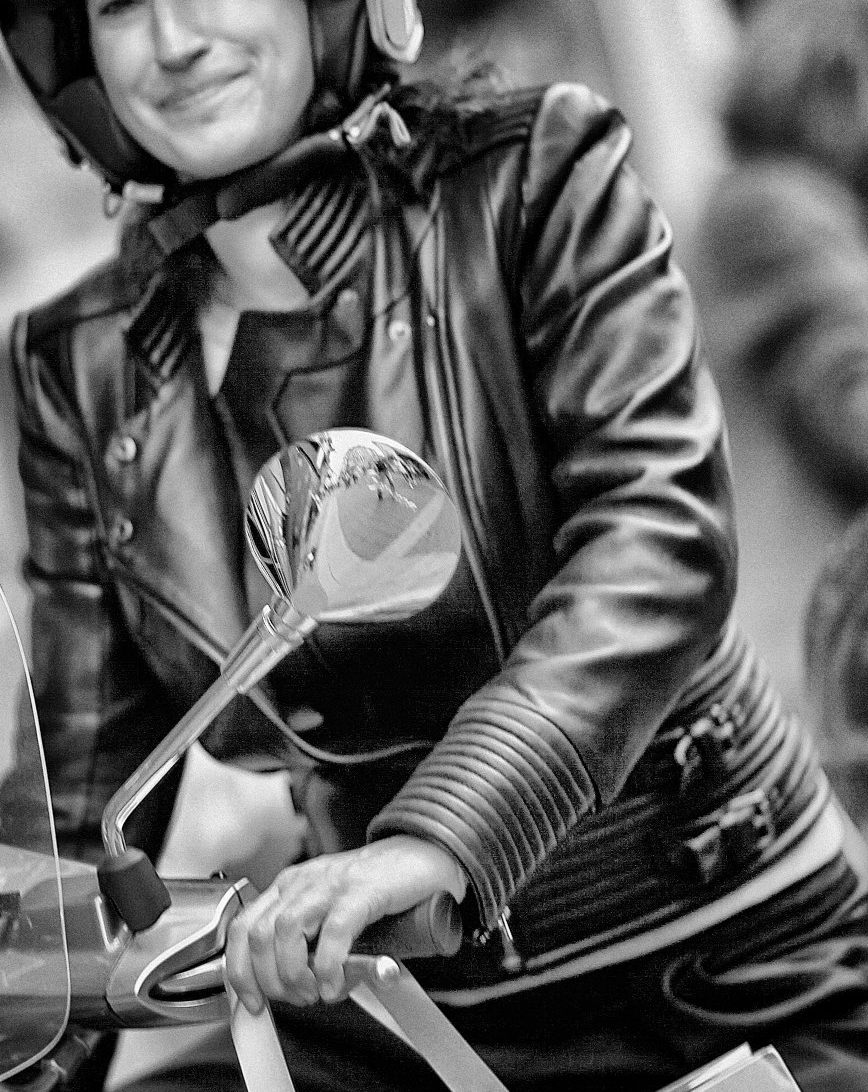
比利时一位穿着皮夹克、骑着伟士牌摩托车的女子

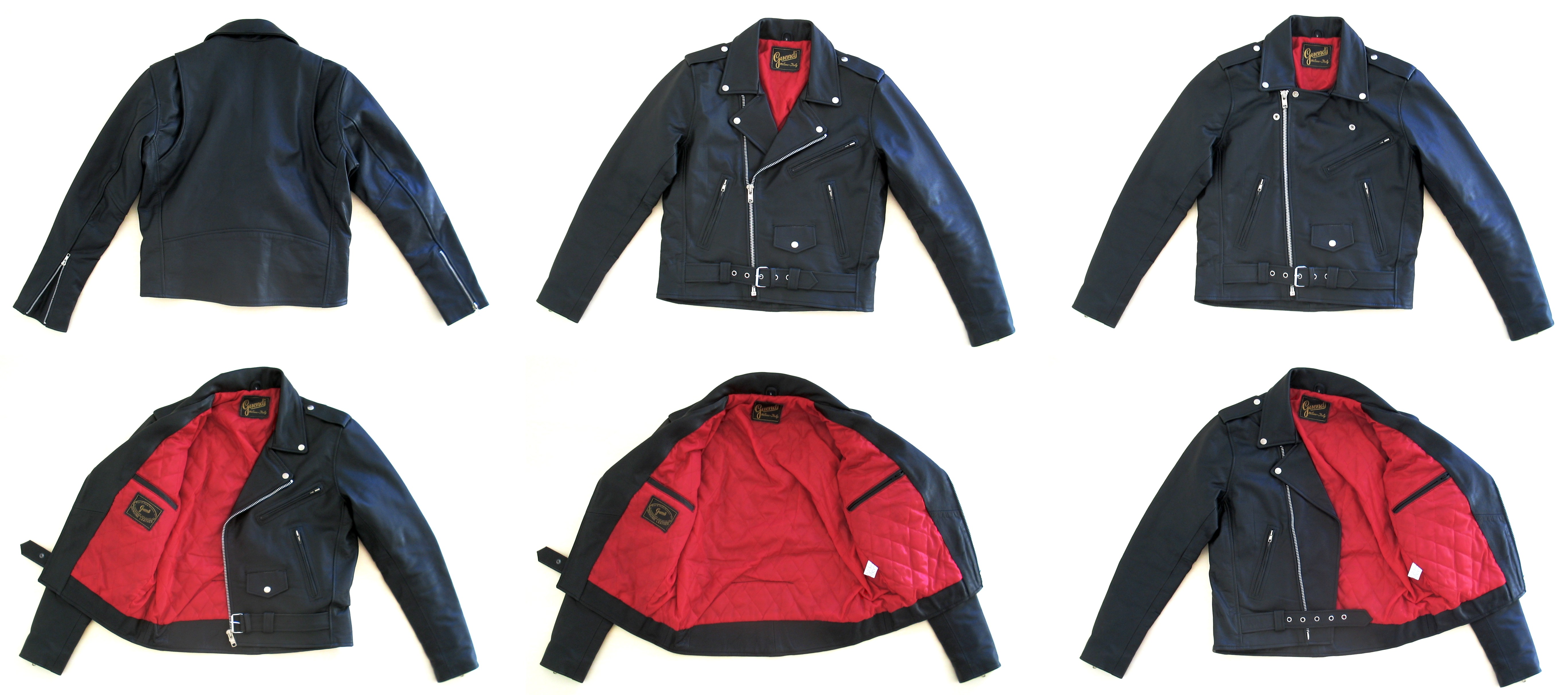
皮夹克

皮夹克是一种由皮革以及聚氨酯或聚氯乙烯等能模拟皮革的材料製成的夹克，通常穿在最外面。皮革通常會染成黑色或棕色，但也有染成其他颜色的。有些騎摩托車的人、摩托车帮会成員、骑自行车的人、飛行員（特别是在第二次世界大战期间和刚结束后）和一些仰慕龐克文化、哥德次文化的人喜歡穿皮夾克。